# Politik i Chongqing

Chonqings läge i Kina.

Den politiska makten i Chongqing utövas officiellt av stadens folkregering, som leds av den regionala folkkongressen och borgmästaren. Sedan 1997 befinner sig storstadsområdet Chongqing administrativt på provinsnivå, vilket betyder att borgmästaren i Chongqing är jämställd med guvernörerna i landets övriga provinser. Dessutom finns det en regional politiskt rådgivande konferens, som motsvarar Kinesiska folkets politiskt rådgivande konferens och främst har ceremoniella funktioner. Stadens borgmästare är sedan 2021 Hu Henghua.
I praktiken utövar dock den regionala avdelningen av Kinas kommunistiska parti den avgörande makten i Chongqing och partisekreteraren i regionen har högre rang i partihierarkin än borgmästaren. Partisekreterare är sedan december 2022 Yuan Jiajun.
Under Bo Xilais tid som partisekreterare i staden 2007-2012 använde han sin ställning för att genomföra sociala reformer och slog ned på korruptionen under uppmärksammande former, samtidigt som han använde sin maktbas i staden för att söka vinna inträde i Politbyråns ständiga utskott, Kinas högsta politiska organ. I februari-mars 2012 föll Bo i onåd och avsattes från sin post.

## Lista över borgmästare i Chongqing
Republiken Kina:
- Pan Wenhua (潘文华): 1927–1935
- Zhang Biguo (张必果): 1935–1936
- Li Hongkun (李宏锟): 1936–1938
- Jiang Zhicheng (蒋志澄): 1938–1939
- He Guoguang (贺国光): 1939
- Wu Guozhen (吴国桢): 1939–1942
- He Yaozu (贺耀祖): 1942–1945
- Zhang Dulun (张笃伦): 1945–1948
- Yang Sen (杨森): 1948–1949

Folkrepubliken Kina:
- Chen Xilian (陈锡联): 1949–1950
- Cao Diqiu (曹荻秋): 1951–1955
- Ren Baige (任白戈): 1955–1966
- Lan Yinong (蓝亦农): 1967–1968
- Duan Siying (段思英): 1968–1969
- He Yunfeng (何云峰): 1969–1973
- Lu Dadong (鲁大东): 1973–1978
- Qian Min (钱敏): 1978
- Ding Changhe (丁长河): 1978–1980
- Yu Hanqing (于汉卿): 1980–1985
- Xiao Yang (肖秧): 1985–1988
- Sun Tongchuan (孙同川): 1988–1993
- Liu Zhizhong (刘志忠): 1993–1996
- Pu Haiqing (蒲海清): 1996–1999
- Bao Xuding (包叙定): 1999–2002
- Wang Hongju (王鸿举): 2002-2009
- Huang Qifan (黄奇帆): november 2009-december 2016
- Zhang Guoqing (张国清): december 2016-januari 2018
- Tang Liangzhi (唐良智): januari 2018-december 2021
- Hu Henghua (胡衡华): december 2021-

## Lista över partisekreterare i Chongqing
- Chen Xilian (陈锡联): 1949-1950
- Zhang Linzhi (张霖之): 1950-1952
- Cao Diqiu (曹荻秋): 1952-1954
- Qian Min (钱敏): 1977-1978
- Ding Changhe (丁长河)
- Wang Qian (王谦): 1981-1985
- Liao Bokang (廖伯康): 1985-1988
- Xiao Yang (肖殃): 1988-1993
- Sun Tongchuan (孙同川): 1993-1995
- Zhang Delin (张德邻): 1995-juni 1999
- He Guoqiang: juni 1999-oktober 2002
- Huang Zhendong (黄镇东): oktober 2002-december 2005
- Wang Yang (汪洋): december 2005-december 2007
- Bo Xilai (薄熙来): december 2007-mars 2012 (avsatt)
- Zhang Dejiang (张德江): mars 2012-november 2012 (tillförordnad)
- Sun Zhengcai (孙政才): november 2012-juli 2017
- Chen Min'er (陈敏尔): juli 2018-december 2022
- Yuan Jiajun (袁家军): december 2022-